# お台場ムーンライトセレナーデ
「お台場ムーンライトセレナーデ」（おだいばむーんらいとせれなーで）は、中澤ゆうこ&高山厳のデュエット曲。中澤ゆうこの2枚目のシングル、高山厳の22枚目のシングルとして1998年12月2日に発売された。本作からソロ活動名義を中澤ゆうこと改名。

## 解説
高山と中澤は、所属事務所であるアップフロントエージェンシー（現：アップフロントプロモーション）の先輩・後輩の間柄。後に高山は、中澤参加のコンピレーション・アルバム『FOLK SONGS3』（2002年10月23日発売）にサポートで参加した。

## 収録曲
1. お台場ムーンライトセレナーデ
作詞：荒木とよひさ 作曲：平尾昌晃
テレビ東京系列アイドルをさがせ!エンディングテーマ
2. 恋人たちのバラード
作詞：荒木とよひさ 作曲：平尾昌晃
3. お台場ムーンライトセレナーデ(オリジナル・カラオケ)
4. お台場ムーンライトセレナーデ(中澤ゆうこ・ボーカル入り)
5. お台場ムーンライトセレナーデ(高山厳・ボーカル入り)